# Niklaus Rudolf von Wattenwyl
Niklaus Rudolf von Wattenwyl, né le 3 janvier 1760 à Berne et mort le 10 août 1832 à Aarburg, est une personnalité politique et un militaire suisse. Général de l'armée suisse, il fut Landamann de la Confédération suisse en 1804 et en 1809 sous le protectorat français, imposé après la chute de la République helvétique en 1803, mais aussi président de la Diète fédérale en 1817, 1823 et 1829. Au niveau cantonal, il est, de 1803 à 1829, avoyer de la République de Berne, en alternance avec d'autres patriciens.

## Biographie
Descendant d'une ancienne famille bernoise, les Wattenwyl, il s'engage dans une carrière militaire, notamment au service de la Hollande entre 1776 et 1784. De 1795 à 1798, il commence sa carrière en politique et est membre du Grand Conseil de Berne. En 1798, il commande les troupes bernoises et stoppe la progression de l'armée française à Neuenegg. Ce succès militaire ne peut toutefois remettre en cause la chute de l'Ancien Régime dans le canton. Sous la République helvétique, il se fait discret. Après la mise en place de l'Acte de médiation en 1803, il fait son retour sur la scène publique, notamment en étant élu avoyer de la République de Berne, poste qu'il occupe jusqu'en 1829, en alternance avec Niklaus Friedrich von Mülinen, Christoph Friedrich von Freudenreich (de) et Emanuel Friedrich von Fischer (de). En 1804, il est l'auteur d'un Règlement militaire général pour la Confédération suisse, qui est adopté par la Diète le 22 juin. Ce règlement tente de réorganiser l'armée suisse à la suite de la chute de la République helvétique et prévoit la formation de sept Légions pour un total de 15 000 hommes. Toutefois, l'application de ce règlement est interdit par Napoléon Ier qui ne désire alors pas voir la Suisse en possession d'une armée forte. En 1805, il entre au sein de l'État-major général de la Confédération auquel il avait contribué à la création et reçoit le commandement des troupes fédérales en 1805, 1809, 1813 et 1814.
Il participe grandement à la transition de la République de Berne de l'oligarchie vers la démocratie, notamment entre 1830 et 1831. En effet, il accorda certaines concessions aux libéraux bernois et créa au sein du Grand Conseil une commission chargée de recueillir la volonté populaire. Le 24 juin 1831, il présenta son projet de Constitution. Lorsque les libéraux prirent le pouvoir, il milita pour une collaboration honnête entre conservateurs et libéraux. Néanmoins, il finit par être écarté par les deux autres dirigeants réformistes : Mülinen et Abraham Friedrich von Mutach.
À la fin de sa vie, il se retire dans son château de Landshut, qui lui avait été vendu par la ville de Berne en 1812. Il fut fait chevalier de l'ordre royal prussien de l'Aigle rouge.

## Sources
- Charles Gos, Généraux suisses : commandants en chef de l'armée suisse de Marignan à 1939, Yens-sur-Morges, Cabédita, 1990, 342 p. (ISBN 2-88295-031-4, BNF 35561956)